# イレアナ・ベルトラン
イレアナ・ベニータ・ベルトラン・ズレータ（Ileana Benita Beltrán Zulueta 1971年5月24日- ）は、キューバのハバナ出身の柔道選手。階級は61kg級。身長162cm。

## 人物
1990年のパンナム選手権61kg級で優勝した。1991年の
世界選手権では7位だったが、パンアメリカン競技大会で優勝、パンナム選手権では2連覇を達成した。1992年のバルセロナオリンピックでは2回戦でフランスのカトリーヌ・フローリに指導で敗れた。1993年の世界選手権では銅メダルを獲得した。1994年のパンナム選手権では3年ぶり3度目の優勝を飾った。1995年のパンアメリカン競技大会では2連覇したが、ユニバーシアードでは3位、世界選手権では5位だった。1996年のアトランタオリンピックでは初戦で敗れた。

## 主な戦績
- 1990年 - パンナム選手権　優勝
- 1991年 - ブルガリア国際　優勝
- 1991年 - ドイツ国際　優勝
- 1991年 - 世界選手権　7位
- 1991年 - パンアメリカン競技大会　優勝
- 1991年 - パンナム選手権　優勝
- 1992年 - ブルガリア国際　優勝
- 1993年 - 世界選手権　3位
- 1994年 - ドイツ国際　3位
- 1994年 - パンナム選手権　優勝
- 1995年 - フランス国際　3位
- 1995年 - ドイツ国際　優勝
- 1995年 - パンアメリカン競技大会　優勝
- 1995年 - ユニバーシアード　3位
- 1995年 - 世界選手権　5位
- 1996年 - フランス国際　優勝
- 1996年 - ドイツ国際　3位